# جربة آل لظراف (شبام)
'

تعديل مصدري - تعديل

جربه ال لظراف هي إحدى قرى عزلة شبام بمديرية شبام التابعة لمحافظة حضرموت، بلغ تعداد سكانها 102 نسمة حسب تعداد اليمن لعام 2004.